# Da Minha Janela (livro)

Da Minha Janela é um livro infantil de autoria de Otavio Junior lançado em 2019. A história é narrada por uma criança, moradora de uma favela no Rio de Janeiro. A obra aborda a beleza nas relações e das ações coletivas, sem deixar de considerar a realidade local.
Editora(s): Companhia das Letrinhas (Companhia das Letras). ISBN: 978-85-7406-874-9. 
Aborda temas como o espaço urbano, moradia, escola, esperança e protagonismo negro.
Com ilustrações de Vanina Starkoff, debruçando-se sobre os seus modos de articulação entre linguagem visual e linguagem escrita, os efeitos de sentido produzidos por tal articulação, bem como sobre suas potencialidades para contribuir para a formação leitora da criança. A análise, referenciada em autores como Linden (2011), Salisbury e Styles (2013), Nikolajeva e Scott (2011) e Ramos e Panozzo (2012), entre outros, aponta para a qualidade estética da obra, assentada na harmoniosa articulação das linguagens visual e verbal, que conduzem o leitor a uma visão poética e positiva das favelas cariocas, favorecendo a mudança de ponto de vista sobre tais espaços urbanos. 

Em 2020, ganhou o Prêmio Jabuti na categoria infantil.